# Calice (figlia di Eolo)
Calice (in greco antico: Καλύκη?, Kalýkē), conosciuta anche come Arpalice, è un personaggio della mitologia greca.

## Genealogia
Figlia di Eolo e di Enarete e con Etlio concepì Endimione.

## Mitologia
Calice sposò un figlio di Zeus, chiamato Etlio, dal quale ebbe il bellissimo Endimione, figlio unico e successore al trono del padre. 
Secondo un'altra versione della leggenda, Calice fu invece amata da Zeus stesso ed ebbe da lui il figlio Etlio (che quindi non fu il suo marito) e di cui non viene menzionata la prole.